# 戰地風雲1943
《戰地風雲1943》是一款背景在太平洋戰爭的第一人稱射擊遊戲，由EA DICE開發。PlayStation 3版以及Xbox360版已在2009年7月上市，而电脑版推遲到2011年2月后宣佈取消開發。戰地風雲1943是透過Xbox Live Arcade（XBLA）以及PlayStation Network（PSN）方式發佈，各版本的定价均为15美元（XBLA定價為1200微軟點數）。

## 游戏内容

### 联机游戏
除了简单设定的以威克岛地图为模版的教程模式外，游戏没有单机模式或局域网模式，仅支援最高24人的多人联机模式。尽管人数与传统战地系列游戏相比较少，但气氛不减，而且更容易打出爽快的快节奏来。
游戏提供军衔升级功能，并且还有虚拟邮票和奖章赠送给达到一定目标的玩家，但为了保证新玩家能够迅速上手，并没有设置解锁武器。
玩家之间互相联系、组织8人以上即可向官方提出申请分配服务器进行私人比赛。另外，游戏不支持跨平台对战。

### 地图
《战地1943》共有四幅地图。三张常规地图以二战太平洋战场为蓝本，均是从《战地1942》上移植过来的：硫磺岛、威克岛、瓜达尔卡纳尔岛。移植地图整体保持了战地1942的原貌，规模被一定程度缩小以适合24人对战。三张常规地图都是传统的征服模式，双方各占据一个位于舰船上的不可更改的据点，去争夺岛上的5个据点。新增的“前线”系统会在默认情况下让玩家在战火最密集的重生点重生，同时玩家也可以自主选择需要的重生点。
一张特殊地图是同样移植自《战地1942》的珊瑚海战役空战地图。在Xbox 360、PlayStation 3两平台上，该地图需要所有玩家共同努力来获取：当一个平台的总玩家杀敌数达到4300万时，就可解锁该平台的地图。两平台的计数和解锁时间互不干扰。格林尼治时间2009年7月10日19:43，官方网站正式开始统计两个游戏主机平台的杀敌总数。珊瑚海战役采用了空中英豪模式（Air Superiority），与征服模式不同，双方没有需要争夺的据点，当一方控制住地图中心区域的领空时即可消耗对方重生点。
仅4日后的7月14日晚，Xbox 360平台就达到4300万的总杀敌数目标，珊瑚海战役地图解锁；7月19日，PlayStation 3也在达到目标后解锁地图。而延迟发布的PC版则没有解锁过程，可直接运行珊瑚海战役地图。

### 单兵
玩家可以选择加入美国海军陆战队或大日本帝國海軍阵营。每个阵营有3个兵种可供选择：配备冲锋枪、火箭弹和扳手的步兵；装备半自动步枪、枪榴弹、手雷、刺刀的射手；持狙击枪、TNT炸药、手枪、刺刀（日军用日本刀）的狙击手。
不同于传统的战地系列游戏，《战地1943》没有友军伤害。官方称此举是为了照顾那些首次接触战地系列游戏的人，而且取消友军伤害有助于表现游戏爽快、紧凑的特点。不过玩家自己扔下的手榴弹、炸药等仍会伤及自己。
游戏中引入了“自动弹药回复系统”，单兵的弹药可以自动补充，无需补给包。威力较大的武器，例如火箭筒，弹药会补充得比较缓慢。在没有敌人攻击时，生命值可以缓慢增加至满。与《战地：叛逆连队》不同，所有士兵都配备了降落伞。
前作的狗牌系统仍然保留，玩家用格斗冷兵器杀敌时会获得写有敌方士兵名字的狗牌项链。获得狗牌项链时系统不会弹出HUD提示，但玩家可以在查询自己积分时看到以前自己获得的狗牌项链。

### 载具
玩家可以在战斗机、坦克、運輸載具、登陆艇4种载具中选择。双方载具的性能大同小异，只是拥有4门机炮的海盗式战机火力更强，而第三人称视角更贴近飞机的零式战机操作起来要灵活一些。
游戏中的轰炸机要通过特殊方式驾驶。玩家要进入地图上固定的轰炸呼叫塔，即可呼叫3架轰炸机进行轰炸支援。轰炸机从远方到达目标的一段距离将由玩家控制左右飞行方向，途中要尽量避免对方战机或防空武器的袭击。轰炸呼叫塔是少数不可被摧毁的建筑。两次呼叫之间也有冻结时间。
| 阵营           | 轰炸机             | 战斗机          | 坦克         | 運輸載具         | 登陆艇     |
| -------------- | ------------------ | --------------- | ------------ | ---------------- | ---------- |
| 美国海军陆战队 | B-25米切爾型轟炸機 | F4U海盜式戰鬥機 | M4雪曼式坦克 | 威利斯MB吉普車   | LCVP登陸艇 |
| 大日本帝國海軍 | 一式陸上攻擊機     | 零式戰鬥機      | 97式中型坦克 | 九五式小型乘用車 | 大发登陆艇 |

## 开发工作
早在2008年6月底，EA DICE就宣布他们有五款战地系列的作品正在开发：《战地：叛逆连队》（还在做地图包）、《战地：英雄》、一款家用机平台的战地游戏（战地：叛逆连队2）、一款与韩国Neowiz合作开发的游戏《戰地風雲Online》，而第五款并没有宣布，后证实是《战地1943》。这也是EA DICE首次向外界暗示《战地1943》这个开发项目。
据开发者披露，当初一些工作人员自发地将《战地1942》的地图移植到寒霜引擎，初衷只是为了测试和个人娱乐。随后，工作人员发现了其中的商机，于是又移植了若干地图，凑成了一款新作品。游戏的内部代号为《海滩》（Beach），第一版游戏名称叫《战地：海岛》（Battlefield: Islands），然后才改为《战地1943：太平洋》（Battlefield 1943: Pacific）。2009年2月5日，EA DICE正式宣布《战地1943》的开发计划，并同时发布两张游戏截图以及一个预告片。此后不久，由于版权的问题，“太平洋”字样被删除。
2月6日至2月8日，EA DICE在当年的纽约漫画展（New York Comic Con）上展示了游戏内测版，并提供了玩家试玩的机会。这也是《战地1943》首次向公众亮相。
《战地1943》的开发进程发展顺利，4月中旬即进入程序开发Alpha阶段，5月下旬进入程序开发Beta阶段。但是《战地1943》的主机平台版宣告制作完成后，游戏产品送交微软和索尼的相关部门进行审核时日程被拖延，游戏发布日期也从原定的6月份跳票到7月9日。
《战地1943》是6月E3游戏展的两款出展的战地系列作品之一。《战地1943》的展台在免费区，玩家不需支付额外费用即可参与《战地1943》展台的试玩等相关活动。
7月8日，游戏正式在Xbox Live Arcade上发布，次日在PlayStation Network上发布。相当多的玩家发现联机游戏的延迟、丢包现象严重。官方随即投入调查，并查明问题的根本是数据库。数小时后，问题得到显著改善。官方亦增设了近一倍的服务器以减轻现有服务器的压力。
2011年2月3日，在EA的戰地風雲官方網Blogs上，宣佈戰地風雲1943 PC版本連同戰地風雲：惡名昭彰2的Onslaught模式PC版本兩个須目宣佈取消開發，將工作全力集中至戰地風雲3。
　　

### 交流互动
《战地1943》开发团队使用了twitter微博与玩家交流互动，成功地与玩家营造了有趣的互动氛围。在官方于5月29日宣布“珊瑚海”解锁地图的数天前，工作组在twitter微博上提示玩家将有重大喜讯发布，并给出了一些图片、文字线索让玩家猜测喜讯内容。最终有部分网友在5月29日前猜到了“珊瑚海”地图的存在，但没人能够猜出4300万总杀敌数的获取方法。除了官方twitter，一些工作人员还建立了自己的twitter或博客对游戏进行新闻快报或讲解。
同时，开发团队密切关注EA UK官方论坛，并主动参与贴子回复。
开发团队经常会亲自加入互联网服务器与玩家同台竞技。7月24日的圣地亚哥漫画展上，《战地1943》举行了“Game with Developers”活动，开发团队全员同时在现场与互联网玩家进行了游戏。

## 发售情况

### 试玩版本
在Xbox 360、PS3版游戏发布的同时，官方提供了免费试玩版供玩家参考。试玩版的玩家总共只能进行30分钟的在线游戏，但教程关不受时间限制。试玩版的服务器与正式版是分立的，而且数量很有限。由于游戏发布之初服务器问题较多，7月18日，官方宣布将试玩时间归零，已经进行30分钟试玩游戏的玩家可以再进行30分钟的游戏，重新对自己的网络状况进行测试。

### 正式发售
《战地1943》于2009年7月8日在Xbox 360平台、7月9日在PS3平台上通过付费下载的方式发布，美版的售价为15美元（XBLA上1200微软积分），欧版售价13欧元或10英镑。游戏大小为560MB。游戏发布第一天就获得了热烈的响应，以至于所有的服务器很快爆满。随后，官方额外添加了近一倍的服务器来分流。至7月底，游戏已在阿姆斯特丹、迈阿密、加州费利蒙、东京、悉尼有了Xbox 360的服务器，在阿姆斯特丹、弗吉尼亚州、洛杉矶、东京、悉尼开设了针对PS3的主力服务器。

### 扩展内容
由于游戏获得了很热烈的反响，外界一度猜测游戏会推出追加下载内容。官方也一直没有否定制作新地图的可能，直到PAX 2009游戏展时，官方人员透露，由于EA DICE全体工作组都在为《战地：叛逆连队2》和《战地3》努力，战地1943在短期内不会有任何更新或新内容。

## 外界评价
《战地1943》获得了大多数人的好评。GameSpy给予《战地1943》4.5/5分，表示售价35美元的游戏具有很高的性价比，称游戏“证明了DICE制作多人游戏的实力”。IGN给予8.5/10分，肯定了游戏的多人游戏部分。授予8.0/10分的GameSpot则指出游戏的小队系统、语音系统常常出现程序错误。Worth Playing则给了相对较低的7.3/10分，指出游戏看起来物超所值，但生命力不会很长。
游戏发布第一天就获得了热烈的响应，以至于所有的服务器很快爆满。随后，官方额外添加了近一倍的服务器来分流，并应澳洲玩家的要求，在悉尼布设服务器。游戏发布后两周内，《战地1943》的总销量达到60万，创下Xbox 360、PS3平台下载游戏“第一天销量”和“第一周销量”的纪录。六星期后，游戏总销量已超过100万份。

## 外部連結
- （英文）戰地風雲1943官方网站 （页面存档备份，存于）
- （英文）戰地風雲1943官方twitter （页面存档备份，存于）
- （英文）戰地風雲1943旧版網站 （页面存档备份，存于）
- （英文）EA UK戰地風雲1943讨论区